# Battjimeg Tüvsjintögsijn
Battjimeg Tövsjintögsijn (född som Tüvsjintögsijn Battjimeg, mongoliska: Түвшинтөгсийн Батчимэг), född 3 maj 1986 i  Ulan Bator, Mongoliet, är en kvinnlig internationell mästare i schack från Mongoliet.

## Karriär
Tüvsjintögsijn lärde sig att spela schack som sjuåring, då hennes far lärde henne spelet. Hennes tränare är Batsaichan Tserendoj. I USA studerade hon på City College i San Francisco.
Mellan 13 september 2005 och 9 juni 2009 representerade hon det amerikanska schackförbundet, före och efter har hon spelat för Mongoliet.
2006 nådde hon sin största framgång i sitt schackspelande, då hon deltog i de amerikanska schackmästerskapen. I tävlingen lyckades hon slå tre stormästare, och få oavgjort mot ytterligare en i tävlingens fem första rundor. Efter det resultatet betecknades hennes deltagande som en "sensation". Dock avslutade hon turneringen med att förlora de fyra sista matcherna, och hon slutade på en delad 27:e plats av de 32 i sin grupp.